# Tephrina inassuata
Tephrina inassuata är en fjärilsart som beskrevs av Max Joseph Bastelberger 1908. Tephrina inassuata ingår i släktet Tephrina och familjen mätare. Inga underarter finns listade i Catalogue of Life.